# Осиек (футбольный клуб)

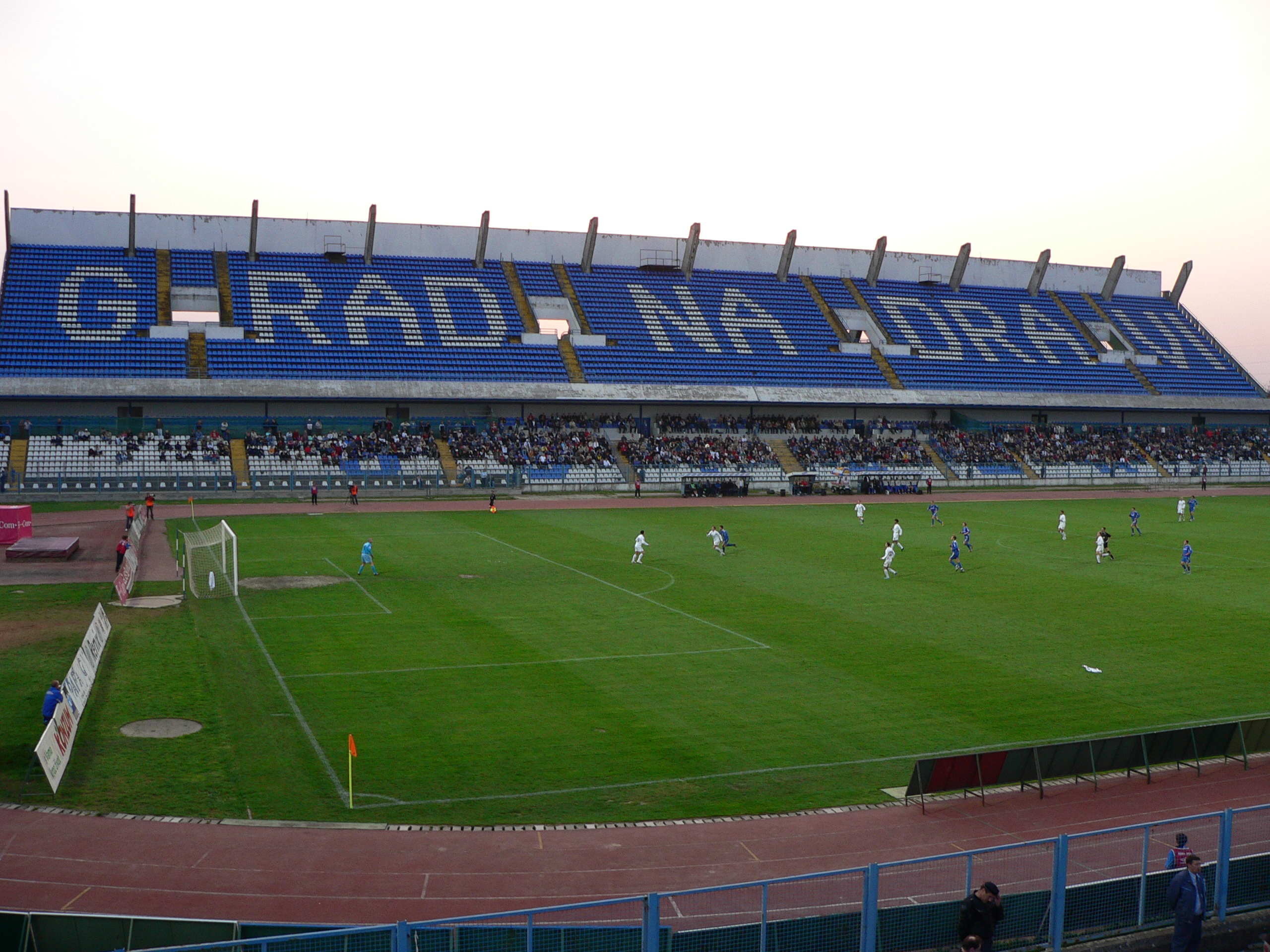
Домашняя арена команды стадион «Градски врт»

«О́сиек» (хорв. Nogometni klub Osijek) — хорватский футбольный клуб из города Осиек. Основан в 1947 году. Домашние матчи проводит на стадионе «Градски врт» общей вместимостью 18 856 зрителей.
До распада Югославии клуб был одним из участников Союзного чемпионата футбольного первенства Югославии. С 1992 года является бессменным участником Первой лиги, высшего футбольного дивизиона чемпионата Хорватии.

## История клуба
В ранние годы «НК Осиек» выступал под названием «НК Ударник», который был сформирован в 1945 году. В 1946 году «НК Ударник» и другой местный клуб «Единство» объединились, чтобы сформировать новый клуб — «НК Славония». Уже на следующий год «Славония» объединилась с «НК Братство», таким образом появился клуб «Пролетарий». Это произошло 2 февраля 1947 года — дата, которую сегодняшний «НК Осиек» считает своим днем рождения. Клуб имел красные и синие цвета, которые в семидесятых поменялись на белый и голубой. Впервые в высшем дивизионе чемпионата Югославии клуб выступил в сезоне 1953/54. Первый матч состоялся против боснийской команды «Борац» из города Баня-Лука. Команда добилась разгромной победы 5:0, а все мячи записал на свой счёт нападающий клуба Франьо Рупник. Сначала команда играла на стадионе «Край Прогнал», но с конца пятидесятых годов и до настоящего времени «Осиек» проводит свои матчи на арене «Градски врт».
После вылета в 1956 году из высшей лиги команда до восьмидесятых годов с переменным успехом играет во Второй югославской лиге, периодически останавливаясь в шаге от повышения в классе, занимая вторые места (особенно в сезонах 1970-го, 1971-го и 1973 годов). Наконец, в 1977 году «НК Осиек» возвращается в высший дивизион, где, за исключением одного сезона, он оставался вплоть до распада Югославии. Крупнейшим успехом в Союзном чемпионате стало итоговое шестое место в сезоне 1983/84 и полуфинал Кубка Югославии в сезоне 1965/66.
В 1992 году «Осиек» получил право на выступление в Первой лиге, высшем футбольном дивизионе независимой Хорватии. Уже в дебютном сезоне в новой лиге «Осиек» добивается бронзовых медалей первенства. В последующих двух сезонах команда показывает более слабые результаты и откатывается в нижнюю часть турнирной таблицы, однако уже в сезоне 1994/95 снова повторяет свой «бронзовый» результат. Этот успех позволил команде впервые в своей истории выступить в Кубке УЕФА, где «Осиек» потерпел разгромное поражение от словацкого «Слована» и покинул турнир. Спустя три года «Осиек» в очередной раз занимает третью строчку и вновь отправляется в еврокубки. На сей раз в соперники команде достался не менее крепкий оппонент — бельгийский «Андерлехт» из Брюсселя. Итог вновь оказался неутешителен. После уверенной домашней победы со счётом 3:1, в ответной встрече на «Констант Ванден Сток» «бело-голубые» уступили 0:2 и выбыли из розыгрыша по правилу выездного гола. В 1999 году под руководством местного специалиста Станко Поклеповича «Осиек» выиграл свой первый трофей — Кубок Хорватии. В решающем поединке на национальном стадионе «Максимир» «бело-голубые» в дополнительное время одолели клуб «Цибалия» города Винковци со счётом 2:1, а решающий победный мяч был забит на 97-й минуте дополнительного времени. Примечателен факт, что почти весь матч команда уступала сопернику, и лишь на последней, 93-й минуте встречи точный удар румынского нападающего клуба Миту Димитру смог спасти «Осиек» от поражения и перевести игру в дополнительное время, где команда смогла дожать обескураженного противника и вырвать историческую победу.
В очередном розыгрыше Кубка УЕФА «Осиек» выбыл из турнира на первой стадии квалификации, уступив английскому «Вест Хэму»: сначала 0:3, затем 1:3.
В последующие годы «Осиек» неоднократно принимал участие в розыгрыше европейских клубных турниров, однако неизменно заканчивал выступление ещё на стадиях квалификации. В разное время неодолимым барьером для команды в еврокубках становились то чешская «Славия», то греческий АЕК, то кипрский «Этникос», то шведский «Кальмар».
В сезоне 2000/01 команда как никогда была близка к выигрышу своего первого чемпионского титула. Половину чемпионата «бело-голубые» лидировали по ходу первенства, тем не менее сезон был завершен лишь на третьем месте, и в очередной раз «Осиек» стал бронзовым призёром турнира.
Пожалуй, самым известным воспитанником клуба можно признать нападающего Давора Шукера, легендарного хорватского футболиста, выступавшего за такие известные клубы, как мадридский «Реал», лондонский «Арсенал» и «Севилью». В послужном списке Шукера приз «Золотая бутса» и бронзовые медали чемпионата мира 1998 года.
«Осиек» также известен своей фанатской группировкой «Kohorta», яростно поддерживающей команду. У клуба большая армия поклонников в Хорватии и в соседних странах бывшей Югославии.

## Достижения клуба
- Первая лига
  - Серебряный призёр (1): 2021
  - Бронзовый призёр (8): 1992, 1994/95, 1997/98, 1999/00, 2000/01, 2007/08, 2018/19, 2021/22

- Вторая лига Югославии
  - Чемпион (5): 1952/53, 1969/70, 1972/73, 1976/77, 1980/81
  - Второе место (5): 1957/58, 1966/67, 1970/71, 1973/74, 1975/76

- Кубок Хорватии
  - Победитель (1): 1998/99
  - Финалист (1): 2011/12

## Статистика выступлений с 2006 года
| Сезон   | Ранг | Турнир      | Место | И  | В  | Н  | П  | ГЗ | ГП | РГ  | Очки | Кубок       | Исход |
| ------- | ---- | ----------- | ----- | -- | -- | -- | -- | -- | -- | --- | ---- | ----------- | ----- |
| 2006/07 | 1    | Первая лига | 6     | 33 | 11 | 10 | 12 | 42 | 45 | -3  | 43   | 1/8 финала  |       |
| 2007/08 | 1    | Первая лига | 3     | 33 | 16 | 6  | 11 | 43 | 34 | +9  | 54   | 1/8 финала  |       |
| 2008/09 | 1    | Первая лига | 7     | 33 | 10 | 11 | 12 | 40 | 41 | -1  | 41   | 1/16 финала |       |
| 2009/10 | 1    | Первая лига | 5     | 30 | 13 | 8  | 9  | 49 | 36 | +13 | 47   | 1/4 финала  |       |
| 2010/11 | 1    | Первая лига | 8     | 30 | 9  | 12 | 9  | 31 | 29 | +2  | 39   | 1/4 финала  |       |
| 2011/12 | 1    | Первая лига | 8     | 30 | 11 | 10 | 9  | 45 | 38 | +7  | 43   | Финалист    |       |
| 2012/13 | 1    | Первая лига | 7     | 33 | 9  | 12 | 12 | 25 | 33 | -8  | 39   | 1/4 финала  |       |
| 2013/14 | 1    | Первая лига | 8     | 36 | 8  | 9  | 19 | 38 | 62 | -24 | 33   | 1/4 финала  |       |
| 2014/15 | 1    | Первая лига | 8     | 36 | 10 | 6  | 20 | 42 | 59 | -17 | 36   | 1/8 финала  |       |
| 2015/16 | 1    | Первая лига | 8     | 36 | 7  | 13 | 16 | 27 | 49 | -22 | 34   | 1/4 финала  |       |
| 2016/17 | 1    | Первая лига | 4     | 36 | 20 | 6  | 10 | 52 | 37 | +15 | 66   | 1/2 финала  |       |
| 2017/18 | 1    | Первая лига | -     | -  | -  | -  | -  | -  | -  | -   | -    | -           |       |

## Выступления в еврокубках
| Сезон   | Турнир           | Раунд                   | Соперник          | Дома | В гостях | Общий счёт   |  |
| ------- | ---------------- | ----------------------- | ----------------- | ---- | -------- | ------------ |  |
| 1981/82 | Кубок Митропы    | Групповой этап          | Милан             | 1:1  | 1:2      | 3-е          |  |
| 1981/82 | Кубок Митропы    | Групповой этап          | Витковице         | 0:0  | 0:1      | 3-е          |  |
| 1981/82 | Кубок Митропы    | Групповой этап          | Халадаш           | 3:0  | 2:4      | 3-е          |  |
| 1990    | Кубок Митропы    | Группа B                | Славия Прага      | -    | 0:2      | 3-е          |  |
| 1990    | Кубок Митропы    | Группа B                | Дженоа            | -    | 0:6      | 3-е          |  |
| 1995/96 | Кубок УЕФА       | Предварительный раунд   | Слован Братислава | 0:2  | 0:4      | 0:6          |  |
| 1998/99 | Кубок УЕФА       | Второй отборочный раунд | Андерлехт         | 3:1  | 0:2      | 3:3(г)       |  |
| 1999/00 | Кубок УЕФА       | Первый раунд            | Вест Хэм Юнайтед  | 1:3  | 0:3      | 1:6          |  |
| 2000/01 | Кубок УЕФА       | Первый раунд            | Брондбю           | 0:0  | 2:1      | 2:1          |  |
| 2000/01 | Кубок УЕФА       | Второй раунд            | Рапид (Вена)      | 2:1  | 2:0      | 4:1          |  |
| 2000/01 | Кубок УЕФА       | Третий раунд            | Славия Прага      | 2:0  | 1:5      | 3:5          |  |
| 2001/02 | Кубок УЕФА       | Предварительный раунд   | Динабург          | 1:0  | 1:2      | 2:2(г)       |  |
| 2001/02 | Кубок УЕФА       | Первый раунд            | Горица            | 1:0  | 2:1      | 3:1          |  |
| 2001/02 | Кубок УЕФА       | Второй раунд            | АЕК Афины         | 1:2  | 2:3      | 3:5          |  |
| 2006    | Кубок Интертото  | Второй раунд            | Этникос           | 2:2  | 0:0      | 2:2(г)       |  |
| 2012/13 | Лига Европы УЕФА | Первый отборочный раунд | Санта-Колома      | 3:1  | 1:0      | 4:1          |  |
| 2012/13 | Лига Европы УЕФА | Второй отборочный раунд | Кальмар           | 1:3  | 0:3      | 1:6          |  |
| 2017/18 | Лига Европы УЕФА | Первый отборочный раунд | УЭ Санта Колома   | 4:0  | 2:0      | 6:0          |  |
| 2017/18 | Лига Европы УЕФА | Второй отборочный раунд | Люцерн            | 2:0  | 1:2      | 3:2          |  |
| 2017/18 | Лига Европы УЕФА | Третий отборочный раунд | ПСВ Эйндховен     | 1:0  | 1:0      | 2:0          |  |
| 2017/18 | Лига Европы УЕФА | Плей-офф раунд          | Аустрия (Вена)    | 1:2  | 1:0      | 2:2(г)       |  |
| 2018/19 | Лига Европы УЕФА | Первый отборочный раунд | Петрокуб          | 2:1  | 1:1      | 3:2          |  |
| 2018/19 | Лига Европы УЕФА | Второй отборочный раунд | Рейнджерс         | 0:1  | 1:1      | 1:2          |  |
| 2019/20 | Лига Европы УЕФА | Второй отборочный раунд | ЦСКА София        | 1:0  | 0:1      | 1:1 (п. 3:4) |  |
| 2020/21 | Лига Европы УЕФА | Второй отборочный раунд | Базель            | 1:2  | -        | 1:2          |  |